# Charistena brevelineata
Charistena brevelineata es un coleóptero de la familia Chrysomelidae.
Fue descrita científicamente en 1927 por Pic.